# Allée Paul-Deschanel
Ne doit pas être confondu avec Avenue Paul Deschanel.
L'allée Paul-Deschanel est une voie du 7e arrondissement de Paris, en France.

## Origine du nom

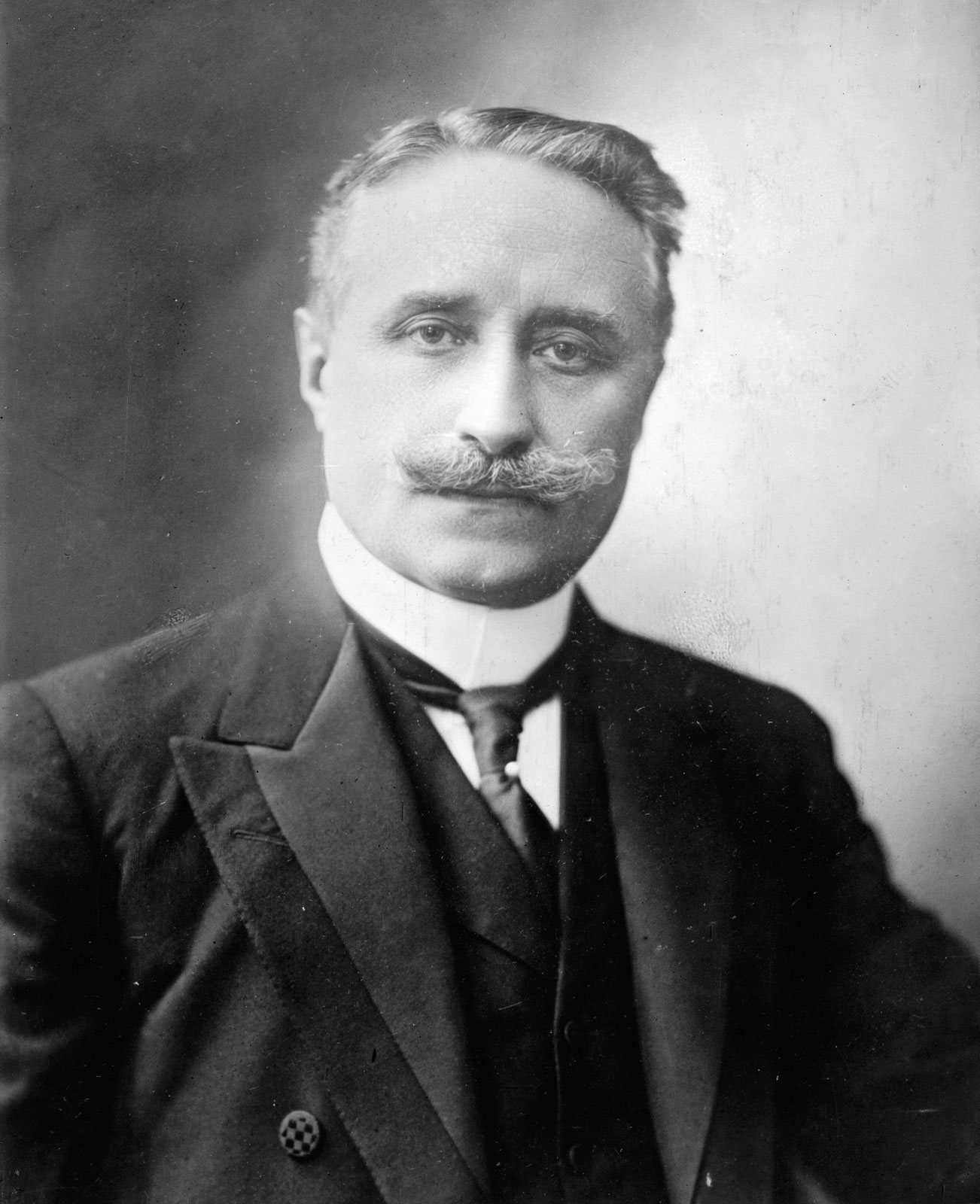
Paul Deschanel, élu président de la République française en 1920.

Elle porte le nom de l'homme politique français, Paul Eugène Louis Deschanel (1855-1922), qui fut président de la République française.

## Historique
Cette voie piétonne est ouverte en 1907 par la ville de Paris, en bordure du parc du Champ-de-Mars et prend sa dénomination actuelle par un arrêté municipal du 10 août 1926.

## Situation et accès

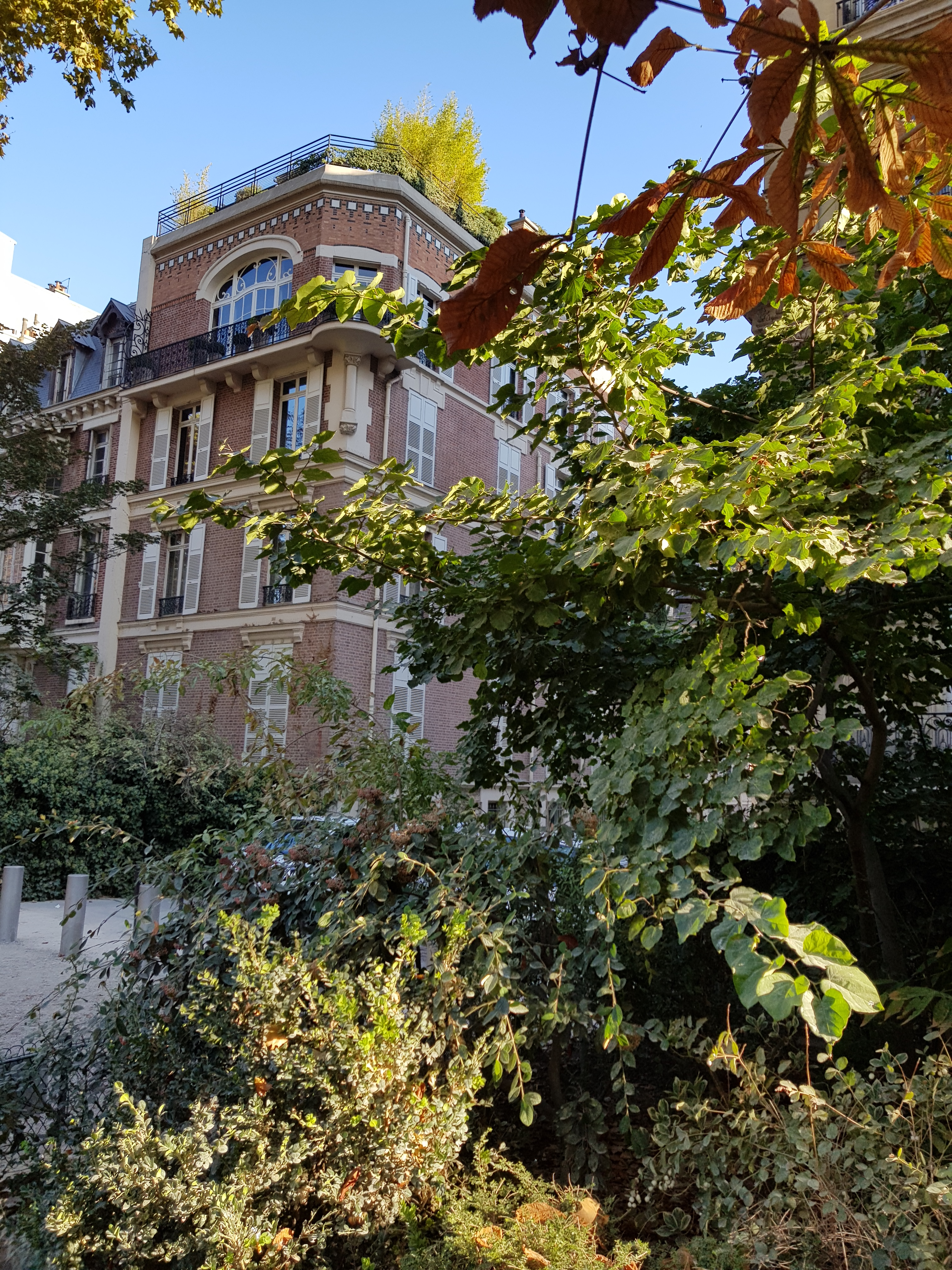
Immeuble donnant sur l'allée.

L'allée Paul-Deschanel est une voie publique située dans le 7e arrondissement de Paris. Elle débute au 67, quai Branly et se termine avenue Silvestre-de-Sacy. Perpendiculaire à la Seine, elle se situe à 150 m de la tour Eiffel, côté nord-est.
Les riverains sont soumis à plusieurs servitudes : interdiction de construire sur une zone de 5 m de largeur, hauteur des constructions limitée à 20 m (toiture comprise), modèle de grille uniforme.
Le quartier est desservi par la ligne C du RER, à la gare du Pont de l'Alma.

## Bâtiments remarquables et lieux de mémoire
- No 10 : le 12 novembre 1981, un diplomate américain, M. Christian Chapman, est l’objet d’une tentative d’attentat alors qu’il quitte son domicile de l’allée[2].